# La Merveilleuse Histoire de Mandy
Pour les articles homonymes, voir Mandy.
Pour plus de détails, voir Fiche technique et Distribution.
La Merveilleuse Histoire de Mandy (Mandy) est un film britannique réalisé par Alexander Mackendrick, sorti en 1952. Il s'agit de l'adaptation du roman The Day Is Ours de Hilda Lewis, paru en 1946.

## Synopsis
Mandy, sourde à sa naissance, est tiraillée entre ses parents qui ne sont pas d’accord sur l’éducation à lui donner. Sa mère l’inscrit dans une institution spécialisée où un professeur la convainc que, grâce à ses méthodes, Mandy pourra peu à peu apprendre à parler. Jaloux du professeur, le père retire l’enfant de l’institution…

## Fiche technique
Sauf indication contraire, les informations mentionnées dans cette section peuvent être confirmées par la base de données cinématographiques IMDb,  présente dans la section « Liens externes ».
- Titre original : Mandy
- Titre français : La Merveilleuse Histoire de Mandy
- Réalisation : Alexander Mackendrick
- Assistant-réalisateur : Jim O'Connolly (non crédité)
- Scénario : Nigel Balchin et Jack Whittingham, d'après The Day Is Ours de Hilda Lewis (en)
- Musique : William Alwyn
- Décors : Jim Morahan (en)
- Costumes : Anthony Mendleson
- Photographie : Douglas Slocombe
- Montage : Seth Holt
- Production : Michael Balcon et Leslie Norman
- Société de production : Ealing Studios
- Société de distribution : General Film Distributors
- Pays de production :  Royaume-Uni
- Langue originale : anglais
- Format : noir et blanc — 35 mm — 1,37:1 — Son Mono
- Genre : drame
- Durée : 93 minutes
- Dates de sortie :
  - Royaume-Uni : 29 juillet 1952
  - Belgique : 30 janvier 1953
  - France : 13 février 1953

## Distribution
- Phyllis Calvert : Christine Garland
- Jack Hawkins : Dick Searle
- Terence Morgan (en) : Harry Garland
- Godfrey Tearle : M. Garland
- Mandy Miller (en) : Mandy Garland
- Marjorie Fielding (en) : Mme Garland
- Nancy Price : Jane Ellis
- Edward Chapman : Ackland
- Patricia Plunkett (en) : Mlle Crocker
- Eleanor Summerfield : Lily Tabor
- Colin Gordon : Wollard, junior
- Dorothy Alison : Mlle Stockton
- Julian Amyes : Jimmy Tabor
- Gabrielle Brune (en) : la secrétaire
- John Cazabon (en) : Davey
- Gwen Bacon : Mme Paul
- W. E. Holloway : Woollard, senior
- Phyllis Morris (en) : Mlle Tucker
- Gabrielle Blunt (en) : Mlle Larner
- Jean Shepherd : Mme Jackson

## Production
Mandy Miller (en), contrairement à ce que l'on croyait, n'est pas sourde, car le réalisateur Alexander Mackendrick a volontairement préféré de ne pas confier le rôle-titre à une vraie sourde de peur qu'elle ne comprenne pas ce que l'on demande.
Le tournage a lieu aux studios d'Ealing, à l'ouest de Londres, et à la Royal Schools for the Deaf (en) à Stockport, dans le Grand Manchester.

## Box-office
En décembre 1952, le The Sunday Herald révèle que le film, étant projeté en avant-première à Londres, le 29 juillet 1952, reconnaît comme le cinquième film populaire au box-office britannique du même année.

## Distinctions

### Récompense
- Mostra de Venise 1952 : prix spécial du Jury pour la réalisation[4]

### Nomination
- Mostra de Venise 1952 : Lion d'or pour Alexander Mackendrick[4]